# Éprouvette (matériau)
Pour les articles homonymes, voir éprouvette.
En résistance des matériaux, une éprouvette est une pièce de fabrication et de dimensions normalisées destinée à être soumise à un essai thermomécanique, conçu pour connaître le comportement d'un matériau quand il est soumis à une contrainte telle que la traction, le cisaillement, le traction-cisaillement (TC), la compression, la torsion, la flexion, le pelage, le clivage, un choc ou le fluage.

## Photothèque
Essais mécaniques sur éprouvettes :
- Éprouvettes de traction cylindriques classiques :

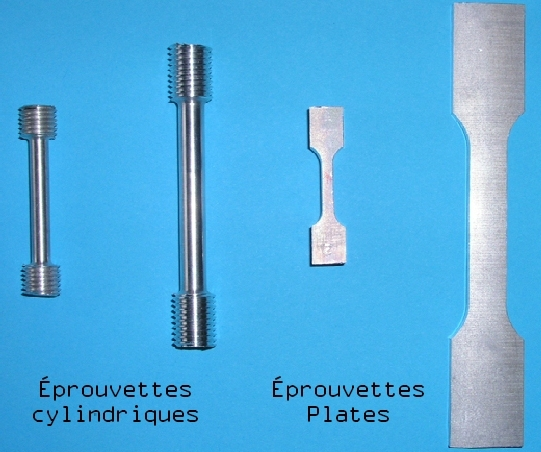
Éprouvettes de traction.
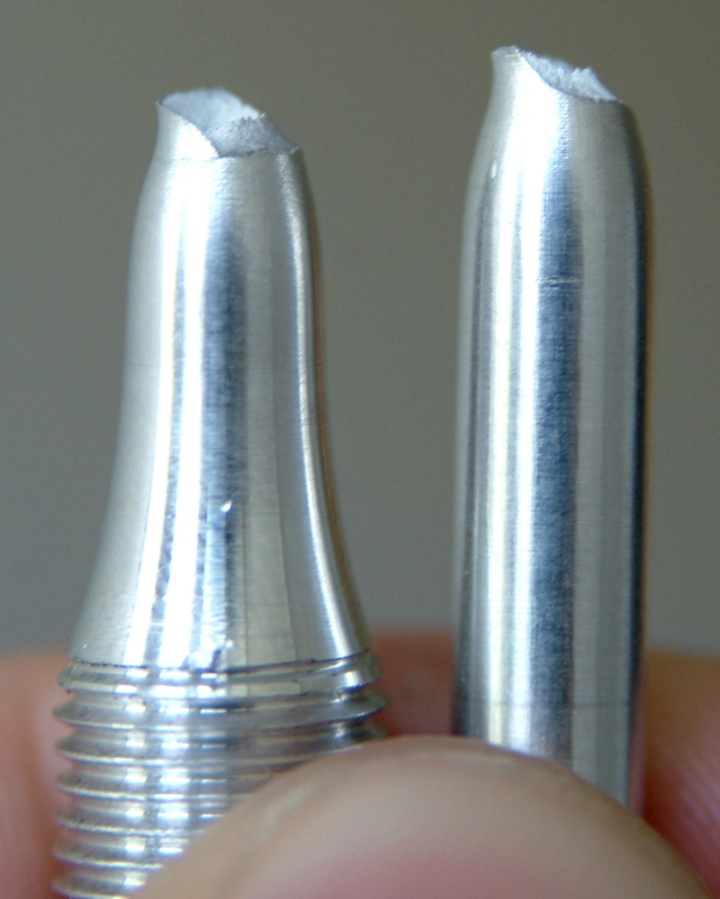
Éprouvette rompue après un essai de traction.
Comportements à la rupture en essai de traction : (a) fragile, (b) ductile et (c) complètement ductile.

- Utilisation d'un support métallique (rigide) d'échantillon :

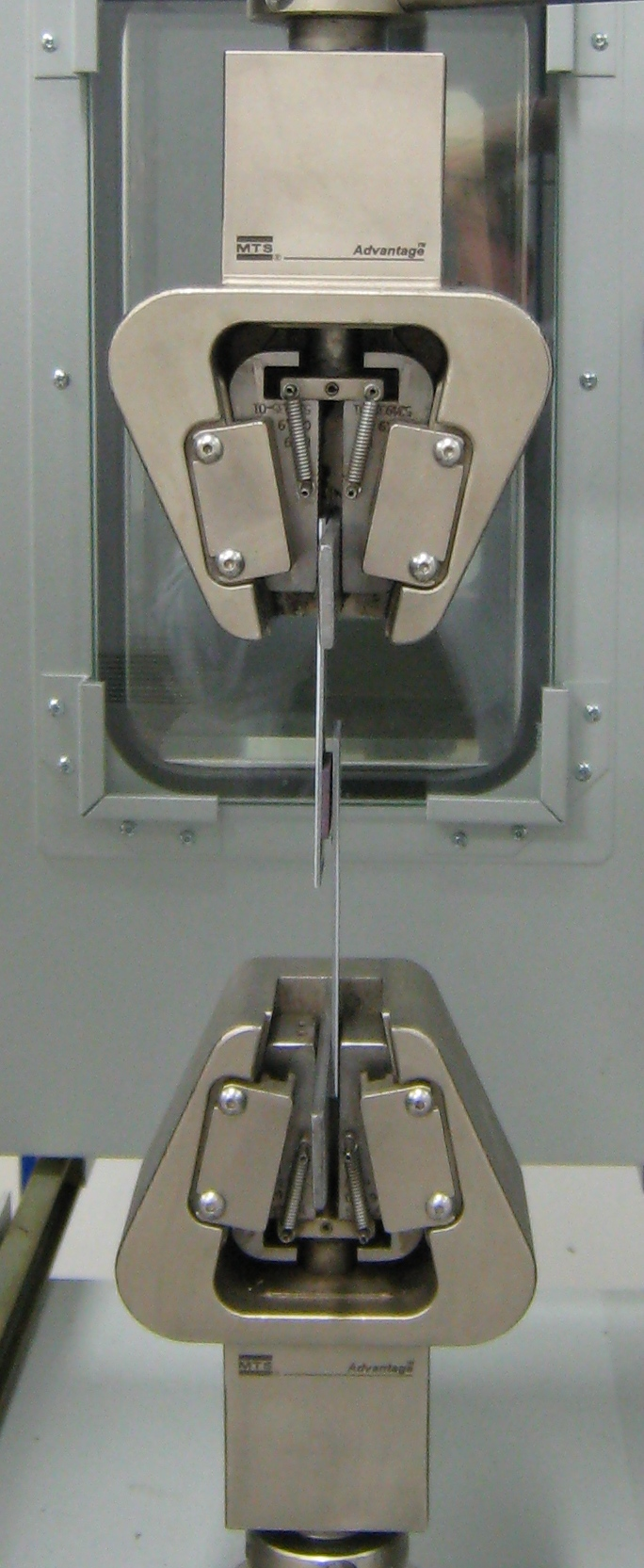
Vérification, par des mesures sur éprouvettes de TC, des propriétés mécaniques d'un adhésif (en violet).
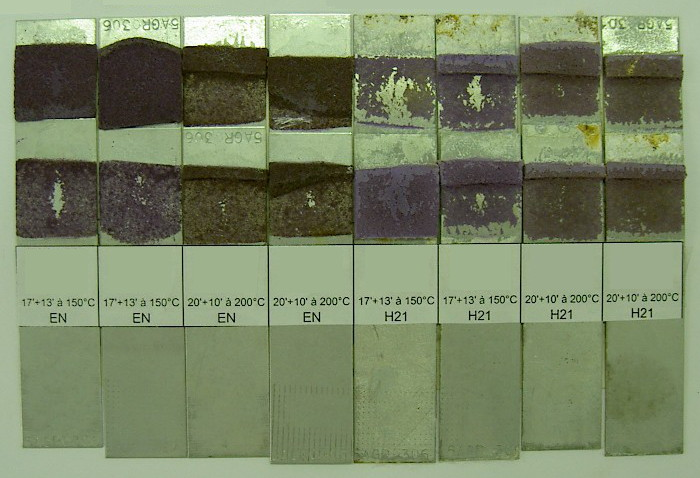
Huit éprouvettes de TC rompues au niveau du joint d'adhésif (faciès en majorité RCS).
Poutres utilisées pour la mesure des propriétés d'amortissement de vibration d'un matériau (en bleu).